# 브래드퍼드시티 축구장 화재

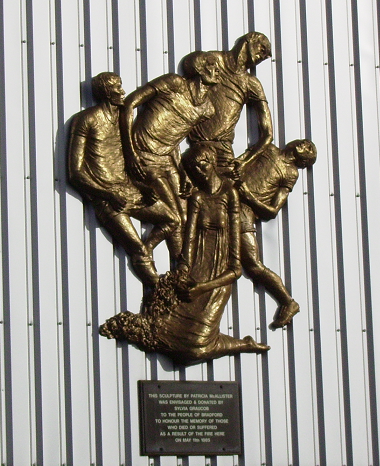

브래드퍼드 축구장 화재는 1985년 5월 11일에 잉글랜드 웨스트요크셔주 브래드퍼드에 있는 밸리 퍼레이드에서 열린 축구 리그 (FL) 3부 마지막 경기인 브래드퍼드 시티 AFC 대 링컨 시티 FC 전에서 발생한 화재 사고이다. 이 사고로 56명이 사망하고 265명 이상이 부상당했다.

## 같이 보기
- 사망자수 순 사고 목록